# Roberte Hamayon
Roberte Hamayon, née Michel le 29 avril 1939 à Paris où elle est morte le 18 mars 2025,, est une anthropologue française, directrice d'études honoraire à l'École pratique des hautes études (EPHE), dans la section Sciences religieuses (Religions de l'Asie septentrionale), et ancienne directrice du Laboratoire d'ethnologie et de sociologie comparative (université Paris X-Nanterre).
Ses recherches portent entre autres, sur le modèle chamanique, substrat religieux traditionnel des peuples autochtones de Sibérie et de Mongolie. Après un premier séjour en Mongolie en 1967 puis dans la République de Bouriatie en Sibérie orientale en 1968, elle fonde - avec les étudiants de l'Ecole Nationale des Langues Orientales Vivantes (aujourd'hui INALCO) où elle enseigne le mongol - et la coopération de Marie-Lise Beffa, le Centre d'études mongoles et sibériennes en 1969 et le dirige jusqu'en 2007.

## Récompenses et distinctions
- Médaille d'argent du CNRS (2006)[4]
- Docteur Honoris Causa de la Faculté des lettres et des sciences humaines de l'Université de Fribourg[5] en Suisse

### Quelques publications
- Chants mongols et bouriates, Musée de l'Homme, 1973 (Plaquettes de disques en français et en anglais).
- Manuel de langue mongole, Publications orientalistes de France, 1975, 236 p.
- Éléments de grammaire mongole (avec Marie-Lise Beffa), Dunod, 1975, 286 p.
- La chasse à l'âme. Esquisse d'une théorie du chamanisme sibérien, Université de Paris X Nanterre, Société d'ethnologie, (1988) 1990, 879 p.  (ISBN 2-901161-35-9) . (2e édition), Besançon, Editions La volva, 2016, 895 p.
- Taïga, terre de chamans, texte de Roberte Hamayon, photographies de Marc Garanger, Imprimerie Nationale éditions, 1997, 214 p. (Toungouses et Iakoutes).
- The concept of shamanism: uses and abuses, Henri-Paul Francfort et Roberte Hamayon (dir.) avec la collaboration de Paul G. Bahn, Budapest, Akadémiai Kiadó, 2001, VII-408 p.
- Chamanismes, Revue Diogène, PUF, coll. "Quadrige", 2002, 311 p.
- Le chamanisme : ou l'art de gagner sa chance grâce à des partenaires imaginaires, École française d'Extrême-Orient, Centre de Pékin, 2007, 17-XII p.  (ISBN 978-2-85539-682-8)
- Jouer. Étude anthropologique à partir d'exemples sibériens, La Découverte, coll. "Bibliothèque du MAUSS", 2012, 376 p. (2e édition) : Jouer, une autre façon d'agir. Le Bord de l'Eau, collection "Bibliothèque du MAUSS", 2021, 339 p.
- Le chamanisme. Fondements et pratiques d'une forme religieuse d'hier et d'aujourd'hui, Eyrolles, 2015, 181 p.

### Quelques traductions
- Maria Salga, "Éléments textuels récurrents dans la poésie populaire mongole", in Études mongoles et sibériennes, vol. V, 1974, p. 81-85.
- A. Ulanov, "Les grandes étapes de l'évolution du folklore bouriate", in Études mongoles et sibériennes, vol. V, 1974, p. 75-80.
- Lajos Bese, "Sur les anciens noms de personnages mongols", in Études mongoles et sibériennes, vol. V, 1974, p. 91-96.
- Plusieurs autres traductions figurent dans les numéros suivants : voir par exemple D. Baldaev.

### Études sur Roberte Hamayon
- Katia Buffetrille et al. (dir.), D'une anthropologie du chamanisme vers une anthropologie du croire. Hommage à l'œuvre de Roberte Hamayon, Centre d'études mongoles et sibériennes/École Pratique des Hautes Études, 2013, 768 p.
- Autour de Roberte Hamayon. Son apport aux études du religieux dans le monde chinois // The influence of Roberte Hamayon on Religious Studies in the Chinese World. Cahiers d’Extrême-Asie, 30, 2021 (École Française d’Extrême-Orient). Volume édit par Fiorella Allio et Béatrice David, 249 p.

### Vidéographie
Dix chapitres dans Les Possédés et leurs mondes, une série d’entrevues menées par Frédéric Laugrand (Anthropologie et Société, Université Laval, Québec) diffusée sur les sites suivants :
- https://www.anthropologie-societes.ant.ulaval.ca/les-possedes-et-leurs-mondes
- « Vers Les Possédés - Recherches amérindiennes au Québec », sur recherches-amerindiennes.qc.ca via Wikiwix (consulté le 31 décembre 2023)
- https://uclouvain.be/fr/instituts-recherche/iacchos/laap/les-possedes-et-leurs-mondes.html
- (en) « Les Possédés et leurs mondes », sur YouTube (consulté le 31 décembre 2023)
- https://www.facebook.com/anthropologieetsocietes
- (en) « Les Possédés et leurs mondes - Brazzaville » [vidéo], sur Facebook (consulté le 31 décembre 2023)

Deux DVD :
- DVD dans la collection Paroles d’Asie et du Pacifique n. 3 (Jean-François Sabouret et Momoko Seito, CNRS-Réseau Asie). 2008.
- Double DVD dans la collection L’ethnologie en héritage, Grands Entretiens n. 9 (La Huit, Ministère de la Culture et de la Communication).

Deux entretiens dans la vidéothèque des Archives audiovisuelles de la recherche :
- « Data.value_label.value », sur archivesaudiovisuelles.fr (consulté le 31 décembre 2023)

### Discographie
- Le chamanisme en Sibérie : Conférence enregistrée dans la salle de cinéma du musée du Quai Branly le 3 février 2007, Musée du quai Branly, Paris, 2007, 1 CD (1 h 11 min 48 s)